# 콜롬비아 국립도서관

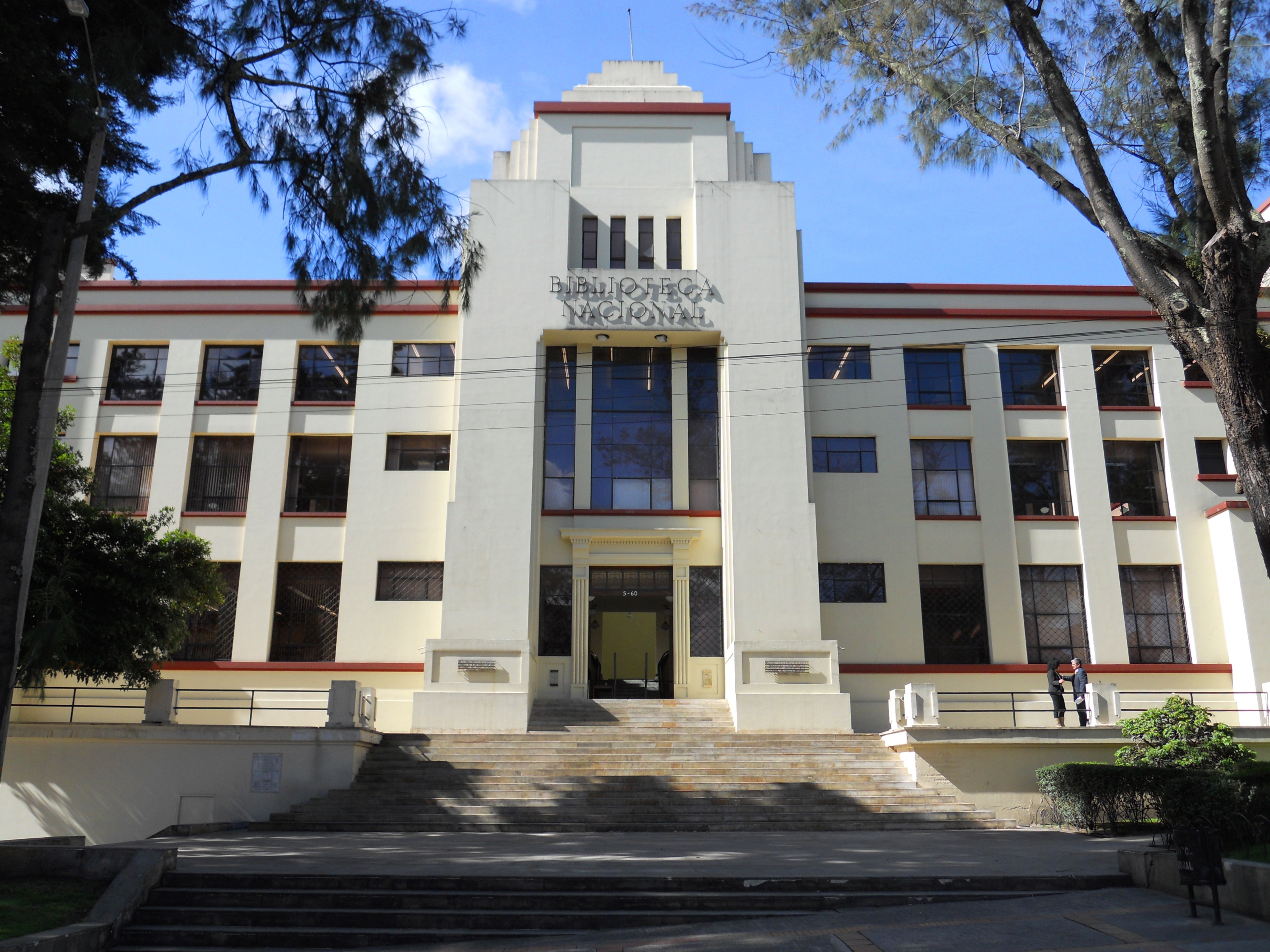

콜롬비아 국립도서관(National Library of Colombia, 스페인어: Biblioteca Nacional de Colombia)은 콜롬비아 보고타에 있는 국립도서관이다. 이 도서관은 콜롬비아 문화부 산하 기관이다.

## 설립 및 역사
콜롬비아 국립도서관은 일반적으로 아메리카에서 가장 오래된 국립도서관으로 여겨진다. 이 도서관은 1777년 18세기 말에 부왕 마누엘 데 기리올이 보고타 시에 설립했다. 도서관의 초기 소장 자료는 1767년 스페인의 카를로스 3세의 명령에 따라 스페인 제국의 모든 영토에서 추방된 예수회 공동체로부터 몰수된 책들로 구성되었다. 1825년, 프란시스코 데 파울라 산탄데르의 노력으로 이 도서관은 산 바르톨로메오 대학 캠퍼스에 설립되었고 현재의 명칭을 얻었다. 1834년 3월 25일, 국내에서 인쇄된 모든 자료의 사본을 보관을 위해 도서관으로 보내도록 요구하는 최초의 납본 법이 제정되었다. 이 법은 도서관의 목표를 설정하여, 도서관이 국민의 문헌 유산을 보존하는 유일한 기관이 되게 했다.
콜롬비아의 서지 자료(초기 인쇄본, 인쇄물, 음반 및 역사적, 예술적 가치가 큰 시청각 자료)는 독립 공원 남동쪽 모퉁이에 위치해 있다. 1777년 1월 9일 설립되어 1938년에 개관하고 1978년 건축가 자크 모세리에 의해 개조되었으나, 장식 요소와 외관 디자인은 동일하게 유지되었다.
칼레 25번 접근로 양쪽에 있는 두 조각상, 다락방의 높은 부조, 간판 재료 혼합 및 창문 장식은 폐지되었다. 4층 건물이다. 1층에는 일반 열람실, 카드색스, 전시실, 음악실, 분류실 등이 있다. 2층에는 신문 열람실과 연구자실, 3층과 4층에는 서적 보관실과 행정실이 있다.
법정 간행물 보관, 공식 간행물 거래, 가이드 투어, 사용자 카드, 사진 복제, 작품 및 사진 복사, 사진 또는 필름 작품을 제공한다. 받은 소중한 기증품 중에서는 마누엘 델 소코로 로드리게스, 미겔 안토니오 카로, 루피노 호세 쿠에르보, 에두아르도 산토스와 헤르만 아르시니에가스가 가장 중요하다.

## 임무
도서관의 임무는 다음과 같다.
Garantizar la recuperación, preservación y acceso a la memoria colectiva del país, representada por el patrimonio bibliográfico y hemerográfico en cualquier soporte físico; así como la promoción y fomento de las bibliotecas públicas, la planeación y diseño de políticas relacionadas con la lectura, y la satisfacción de necesidades de información indispensables para el desarrollo individual y colectivo de los colombianos...
어떠한 물리적 형태로든 서지 및 정기간행물 유산으로 대표되는 국가의 집단 기억의 회복, 보존 및 접근을 보장하고, 공공 도서관의 홍보 및 육성, 독서 관련 정책의 기획 및 설계, 그리고 콜롬비아 국민의 개인 및 집단 발전에 필수적인 정보 요구 충족을 보장한다...
또한, 도서관의 역사에 따르면, 이 도서관은 콜롬비아의 사서들을 위한 훈련 센터이자 다른 나라 도서관을 위한 서적 공급원으로서의 역할도 한다.

## 기능
콜롬비아 상원의 포고령에 따르면, 도서관의 명시된 기능은 다음과 같다.
- 문화부에 서지 및 정기간행물 국가 유산 정책 수립에 관해 자문한다.
- 공공 도서관의 생성, 홍보, 강화 및 이들이 제공하는 보완 서비스에 대한 계획과 프로그램을 안내한다.
- 국립 공공 도서관 네트워크를 지휘하고 조정한다.
- 다양한 정보 매체에 보존된 국가의 서지 및 정기간행물 유산을 수집, 정리, 확충, 보존, 보호, 기록 및 보급한다.
- 콜롬비아 국민의 교육 및 지적 발전에 기여하는 독서 관련 정책을 계획하고 설계한다.
- 국가 정체성 강화에 기여하기 위해 서지 유산을 설계, 정리 및 개발한다.
- 도서 및 독서 관련 주제에서 대중문화 및 문화 교류 프로그램을 함께 홍보하고 개발하기 위한 목표로 국내 및 국제 기관과 관계를 구축하고 유지한다.
- 조사 및 문화 확산 프로그램을 개발하는 다양한 과학, 문화 및 교육 기관에 자문 및 협력을 제공한다.

## 납본 법

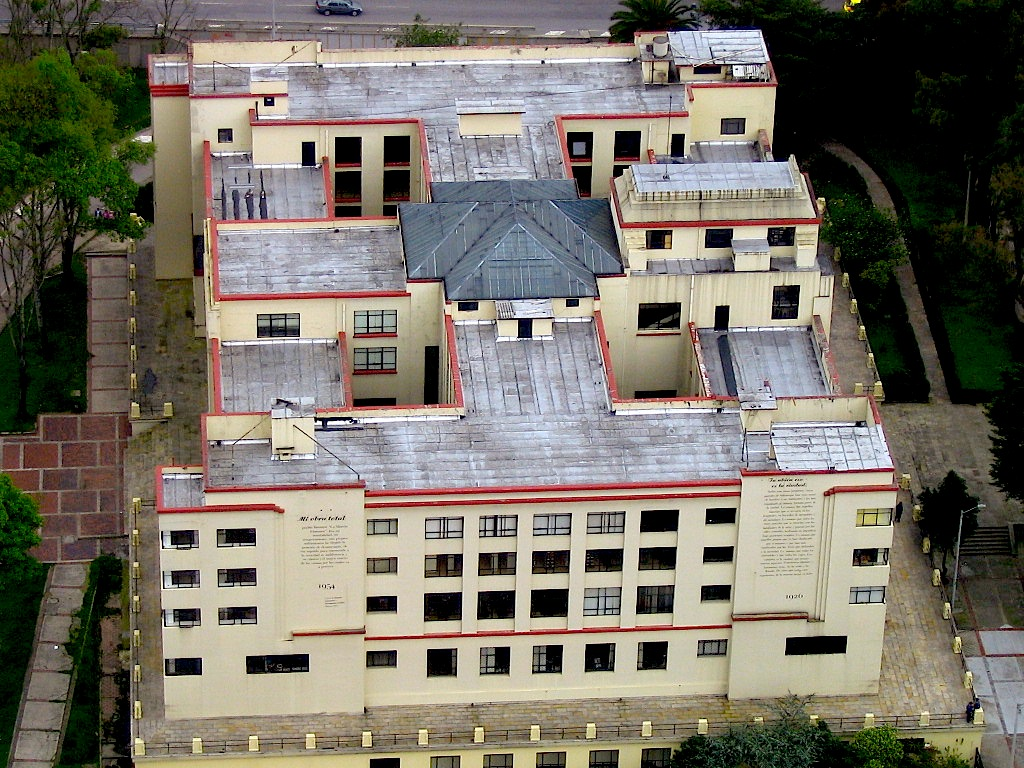
위에서 본 국립도서관

납본 제도는 1993년 제정된 법률 44호, 1999년 3월 16일의 법령 제460호, 1995년의 법령 2150호에 의해 규정된다. 이 법률과 법령은 콜롬비아 국립도서관에 관한 구체적인 내용이다. 인쇄물, 시청각 자료, 오디오 및 비디오 제작물의 제작자는 콜롬비아 영토 내에서 제작되었거나 수입된 것인지에 관계없이 해당 도서관에 지정된 수의 사본을 제공해야 한다.
- 인쇄물의 경우, 국내에서 제작된 각 작품의 사본 두 부는 콜롬비아 국립도서관에, 한 부는 콜롬비아 공화국 의회 도서관에, 한 부는 콜롬비아 국립 대학교 중앙 도서관에 제출해야 한다. 단, 인쇄 비용이 높거나 출판 기간이 짧아 사본을 더 적게 제출할 수 있는 몇몇 경우는 예외이다.
- 시청각 및 오디오 작품, 그리고 수입된 출판물의 경우, 콜롬비아 국립도서관에 한 부만 제출하면 된다.

## 목록
납본 법과 많은 자선 기부 덕분에 국립도서관은 방대한 도서 목록을 보유하고 있다. 소장 자료에는 47점의 초기 인쇄본, 610권의 사본 및 기타 "희귀하고 기이한" 책들이 포함되어 있으며, 특히 에두아르도 산토스, 헤르만 아르시니에가스, 호르헤 이삭스, 마누엘 안시사르, 마르코 피델 수아레스, 미겔 안토니오 카로, 루피노 호세 쿠에르보 등의 콜롬비아 정치 및 사회계 인사들이 기증하거나 구입한 컬렉션이 있다. 이 도서관은 또한 유엔 도서관의 출판물과 지리조사단의 수채화와 같이 역사적 가치가 있는 회화 작품도 소장하고 있다. 많은 양의 음반은 납본 법에 따라 수집되었으며, 이로 인해 도서관은 1830년 이래로 국내에서 제작된 대부분의 출판물에 대한 일반 컬렉션과, 콜롬비아 공화국 최초의 정기 간행물로 여겨지는 아비소 데 테레모토와 같은 귀중한 신문 컬렉션을 소장하게 되었다.
콜롬비아 국립도서관의 총 소장 자료는 2,000,000권을 초과한다. 이 중 약 25%는 앞서 언급된 납본 법을 통해 수집되었다. 나머지 서적은 대부분 기부를 통해 들어왔다.

## 같이 보기
- 이베로아메리카 국립도서관 발전을 위한 이베로아메리카 국가 협회